# Араваки

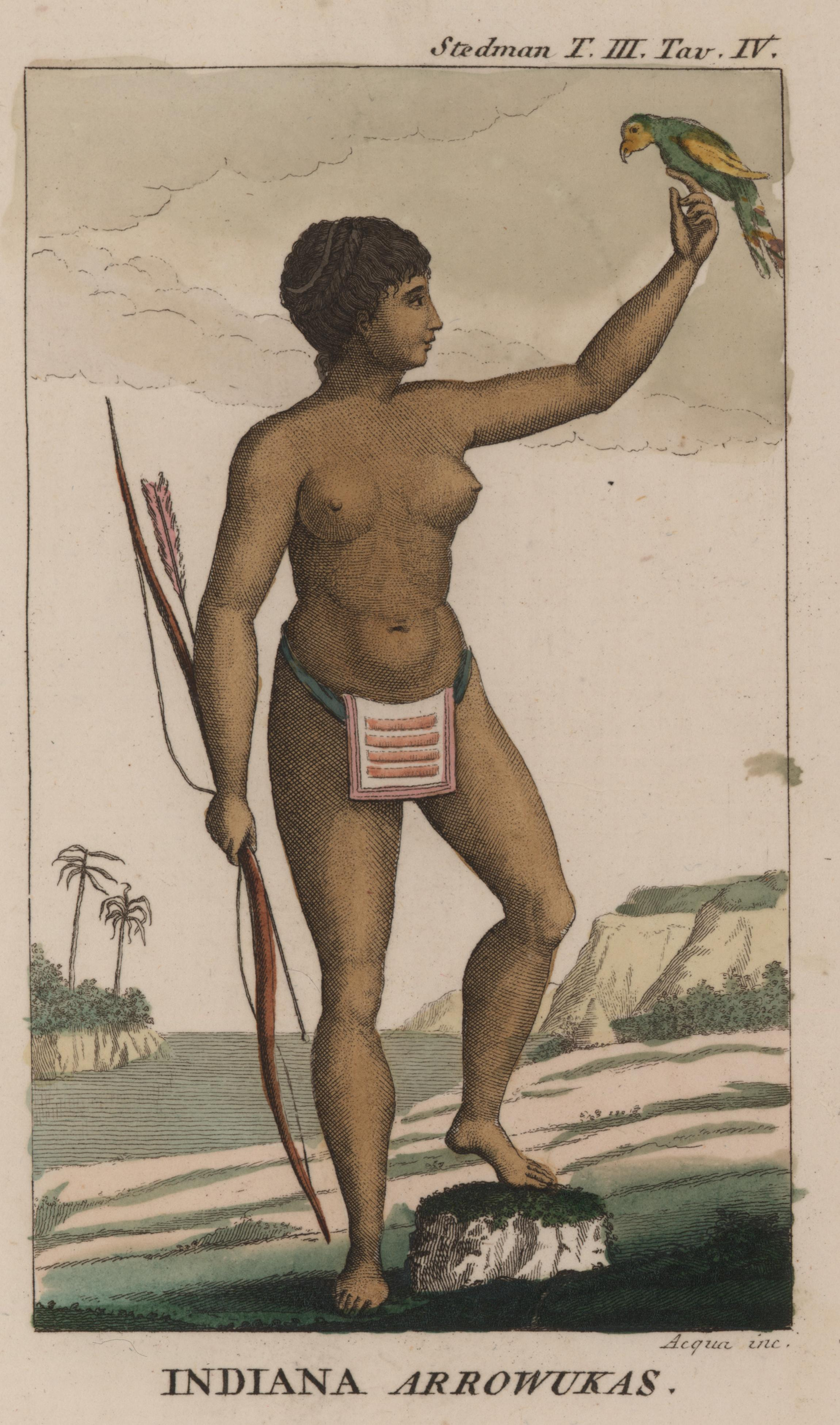
Девушка-лучница из племени араваков (художник Джон Г. Стедмен)

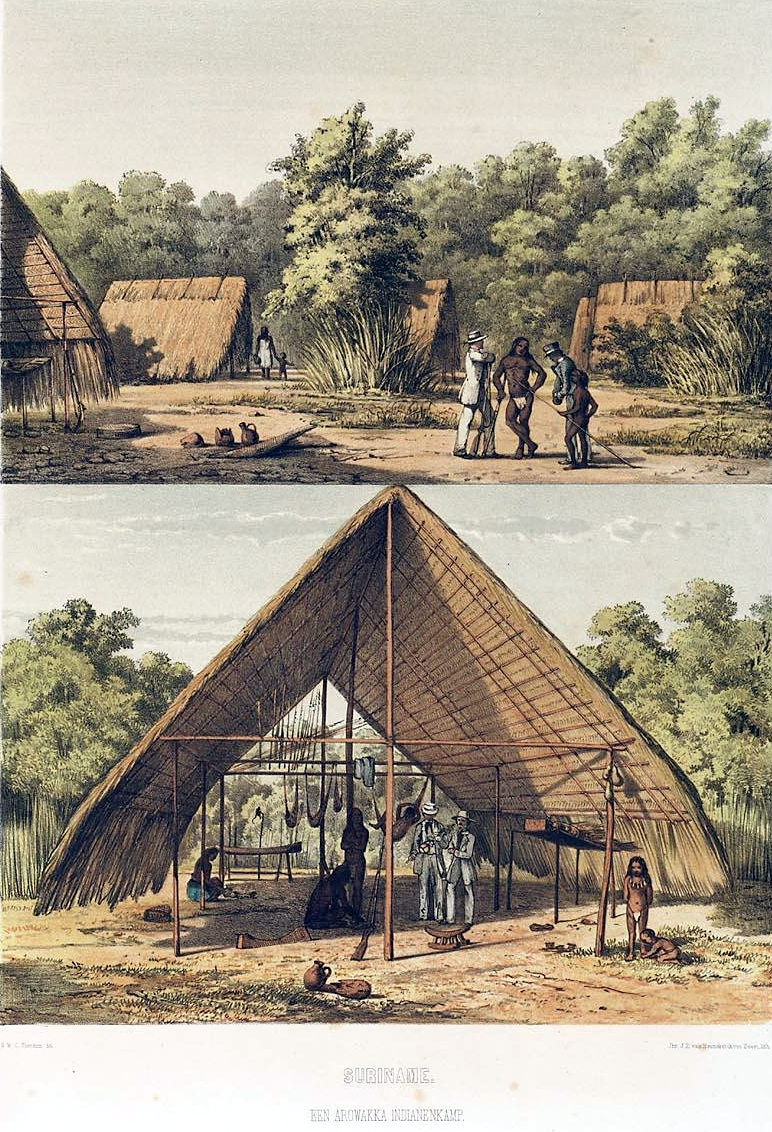
Поселение араваков.

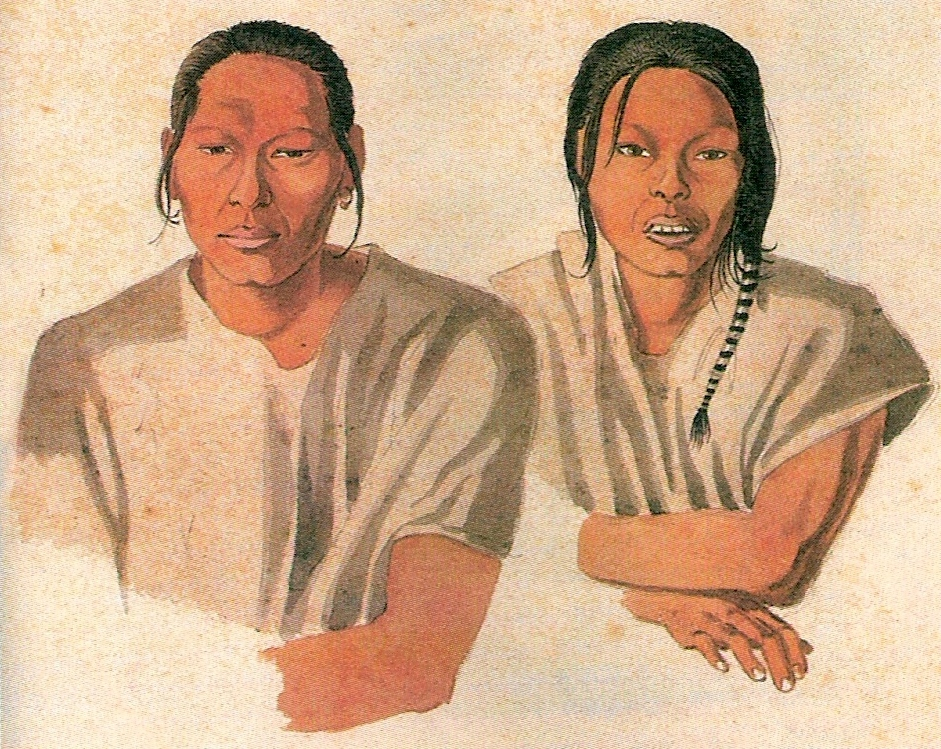
Араваки из племени гуана. Художник Эркюль Флоранс.

Арава́ки — группа индейских народов в Южной Америке, общей численностью 400 тыс. человек (2000 год), из них половина приходится на гуахиро. Говорят на аравакских языках.

## Этнический состав и расселение
По лингвистическому признаку делятся на северную и южную подсемьи.
Северные араваки включают:
- амазонскую ветвь, представленную в льяносах, в северо-западной и центральной Амазонии: пиапоко, ачагуа, юкуна, куррипако, катаполитани, уарикена, тариана, банива, баре, вымершие майпуре, явитеро, манао и др.
- прикарибскую ветвь — гуахиро в Колумбии и Венесуэле, вапишана, локоно (собственно араваки) в Суринаме, Гайане, Гвиане, вымершие  лукаяны на Большие Антильские острова и, кроме того, народ таино все еще живут на Багамах. По языку сюда также относятся «карибы» Малых Антил (происходящие от смешения пришлых мужчин-карибов и местных аравакских женщин-иньери) и родственные им карифуна, или «черные карибы», в колон. период распространившиеся на побережье Гондураса, Гватемалы, Белиза и Никарагуа. Особое положение занимает язык паликур во Французской Гвиане и сопредельных районах Бразилии.

Южная подсемья включает араваков перуанской Монтаньи (амуэша, чамикуро, пиро, ипурина́, кампа, или аша́нинка и близкородственный ему мачигенга), восточной Боливии (мохо и бауре), Мату-Гросу (пареси, терено, аравакские группы из числа шингуано, вкл. ваура, мехинаку, яулапити). Небольшие группы терено расселены в Парагвае и Аргентине.

## История
Расселение араваков происходило примерно с конца II тыс. до н. э. из саванн бассейна Ориноко (археол. традиции барранкас и саладеро, известные под общим названием «саладоидная культура») в связи с переходом к более развитому земледелию — выращиванию горького маниока. Реконструируется продвижение араваков в Гвиану и на Антилы (с конца I тыс. до н. э.), в Монтанью (комплекс хупа-ия начала I тыс. н. э.), восточную Боливию (чане, 7 в. н. э.), верховья Шингу (10 в. н. э.).
Политическая система араваков была иерархична, острова были поделены на группы, каждый остров в свою очередь делился на более мелкие государства, где правили племенные вожди, известные как кацики (касики). Эти государства делились на районы, где также был свой правитель; входящие в район деревни также имели главу.
Население араваков значительно уменьшилось, когда в Америку прибыли европейцы. Привезенная из Европы оспа и другие болезни породили эпидемии среди индейцев. Политика порабощения и геноцида индейцев также сделали своё дело. Общество индейцев было разрушено европейской экспансией, тем не менее, некоторые из аравакских народов дожили до сегодняшнего дня.

## Хозяйство и культура в историческом контексте
Араваки относятся к типу культуры индейцев тропических лесов Южной Америки. Традиционное занятие — ручное подсечно-огневое земледелие. Главная культура — горький маниок, с приготовлением которого связан комплекс специальных орудий — большие тёрки, плетёные мешки для отжимания ядовитого сока, большие жаровни.
На Карибских островах араваки выращивали зерновые культуры в специальных так называемых «конуко», больших насыпях земли. Конуко покрывали листьями для питания земли и для защиты почвы от эрозии. Они сажали большое количество различных[каких?] зерновых культур, чтобы быть уверенными, что какие-нибудь из них вырастут и созреют в этот сезон. Ели в основном маниоку (еще известную как кассава) — плод растения маниока, растущий в тропиках и не требующий специального ухода. Араваки также выращивали кукурузу, что было очень нетипично для населения[какого?] Карибских островов. На больших устойчивых и медленных плотах индейцы плавали для торговли с мезоамериканскими цивилизациями. Небольшие, но не менее устойчивые, каноэ служили для коротких поездок вокруг острова. Женщины выполняли всю сельскохозяйственную и ремесленную работу, в то время как мужчины были воинами.
У араваков Гаити и Пуэрто-Рико, в меньшей степени Кубы, венесуэльского побережья, нижней, средней Ориноко и восточной Боливии сложился институт наследственных вождей, профессиональное жречество; имелись поселения с населением свыше 1 тыс. чел. Характерные для многих араваков большие духовые музыкальные инструменты использовались в мужских ритуалах.
Араваки занимались ремеслами и играли в игры. Одна из таких игр называлась арейто, включала в себя религиозные церемонии. Она была похожа на футбол на песчаной площадке, по бокам которой устанавливались крупные камни с религиозными рисунками на их поверхности. Индейцы также занимались творческой деятельностью. Гончарное дело, плетение корзин, ткачество, изготовление инструментов из камня и даже каменных скульптур — вот основные занятия для таино. Мужчины и женщины раскрашивали свои тела и украшали себя драгоценностями из золота, камня, кости. Они организовывали праздники и танцы, пили алкоголь из забродившего зерна и курили табак во время религиозных церемоний.
В сев.-зап. Амазонии араваки вступили в тесное взаимодействие с восточными тукано, в верховьях Шингу — с карибами, тупи и трумаи. В обоих случаях элементы культуры араваков доминировали. На юге Мату-Гросу близкие к терено чане в 17-18 вв. оказались в подчинении у конных охотников мбайя и вошли в состав современных кадувео (кадиувео).